# Marv Wolfman
Marv Wolfman (Brooklyn, 13 maggio 1946) è un fumettista, curatore editoriale e scrittore statunitense, principalmente noto per aver lavorato per la casa editrice DC Comics sugli archi narrativi degli albi dei Giovani Titani e del crossover Crisi sulle Terre infinite.

## Biografia
Dopo aver frequentato la High School of Art and Design di New York, Wolfman iniziò a lavorare alla Marvel Comics nel 1974 come assistente di Roy Thomas.
Negli anni '80 passò alla DC Comics dove, assieme al disegnatore George Pérez, rilanciò la testata dei Giovani Titani. Nel 1985, in occasione del cinquantenario della DC, i due curarono i dodici albi di Crisi sulle Terre infinite, che riformularono i personaggi dell'Universo DC. Wolfman rilanciò anche la serie dedicata a Superman, reinventando le caratteristiche della sua nemesi, Lex Luthor. Nel 1989 creò inoltre il personaggio di Tim Drake, il terzo Robin.
Lasciata la DC Comics, Wolfman curò altri fumetti, e nel 2006 ricoprì il ruolo di direttore editoriale della Impact Comics. Lo stesso anno rientrò in DC, curando la testata dedicata a Nightwing.

## Riconoscimenti
Nel corso della sua carriera nel mondo dei fumetti, Wolfman ha ricevuto numerosi riconoscimenti, tra cui:
- lo Shazam Award come miglior scrittore, nel 1973, per Humor Division;
- l'Inkpot Award nel 1979;
- due Eagle Awards come Best New Book nel 1982 e come Best Group Book nel 1984, entrambi per i New Teen Titans; Wolfan fu nominato inoltre per il premio al miglior scrittore nel 1978 e nel 1986;
- il Jack Kirby Award nel 1985 e nel 1986, assieme al disegnatore George Pérez, per Crisi sulle terre infinite . I due, assieme all'inchiostratore Romeo Tanghal, furono nominati per il premio Best Single Issue nel 1985.
- due nomination per il Comics' Buyer's Guide Award come miglior scrittore nel 1986 e nel 1990, quest'ultimo per il lavoro nei numeri dal 436 al 439 di Batman (Batman: Anno tre).
- lo Scribe Award (assegnato per la miglior trasposizione) nel 2007, per il suo romanzo basato sul film Superman Returns.

Nel 2008 inoltre Wolfman è stato insignito del National Jewish Book Award per il suo libro Homeland, The Illustrated History of the State of Israel.